# Orsinval
 Orsinval là một xã ở trong tỉnh Nord ở miền bắc nước Pháp. Xã này có diện tích 3,34 kilômét vuông, dân số năm 1999 là 457 người. Xã nằm ở khu vực có độ cao trung bình 98 mét trên mực nước biển.